# 韋氏小頦脂鯉
韋氏小頦脂鯉，為輻鰭魚綱脂鯉目脂鯉亞目脂鯉科的其中一個種，分布於南美洲亞馬遜河流域，體長可達2.8公分，棲息在底中層水域，生活習性不明。